# Indosylvirana serendipi
Indosylvirana serendipi é uma espécie de anfíbio anuro da família Ranidae. Está presente no Sri Lanka. A UICN classificou-a como pouco preocupante.